# Lienhard Schikora
Lienhard Schikora (* 30. Dezember 1933 in Berlin-Dahlem; † 20. Juli 1986) war ein Richter am Bundesgerichtshof, Der promovierte Jurist legte im Juli 1953 die Abiturprüfung in Augsburg ab und studierte an der Ludwig-Maximilians-Universität München und an der Freien Universität Berlin. Die erste juristische Staatsprüfung legte er im Januar 1958, die zweite im April 1962 jeweils in München ab. Schikora wurde mit Wirkung vom 1. Dezember 1969 zum Richter am Landgericht München I und mit Wirkung vom 1. September 1975 zum Richter am Oberlandesgericht München ernannt, Er gehörte dem Bundesgerichtshof seit dem 3. Juni 1980 bis zu seinem Tod am 20. Juli 1986 an und war dort dem 1. Strafsenat zugewiesen.

## Werke
Schikora hat im Karlsruher Kommentar zur Strafprozessordnung (Verlag C. H. Beck, München) für die 1. Auflage (1982) die §§ 464 bis 474 StPO bearbeitet.
- Der Begehungsort im gewerblichen Rechtsschutz und Urheberrecht, Diss. München (LMU), 1968